# 宮島水族館
宮島水族館 （みやじますいぞくかん）は、広島県廿日市市宮島町にある市営の水族館である。愛称はみやじマリン（みやじまりん）。
「いやし」と「ふれあい」を基本理念に、瀬戸内海の生き物を中心に展示している。
廿日市市との合併前は、宮島町立の水族館として運営されていた。
尚、館長が通勤手当を不正受給ならびに有料駐車場を無断利用し、停職1か月の懲戒処分を受けたと発表。

## 概要
宮島水族館のシンボルにもなっているスナメリや、アシカ、ペンギン、コツメカワウソをはじめ、魚類まで代表的な水生動物約350種13,000点が展示されている。入り口すぐにある大型の回遊水槽が目玉。最近は、水浴びの時に直立するワニがテレビなどで紹介され、人気になっている。

### 施設データ
改築後
- 総面積 : 7,218 m2
- 建築面積 : 4,092 m2
- 延床面積 : 5,802 m2
  - RC造2階建て（観覧プール : RC造一部鉄筋構造平屋建て）
- 飼育槽総水量 : 1,837 t
- 展示 : 350種 13,000点以上

改築前
- 総面積 : 8,363 m2
- 延床面積
  - 1階 : 2,130 m2
  - 2階 : 1,204 m2
- 飼育槽総水量
  - 本館 : 957 m3
  - 屋外プール : 880 m3
- 展示 : 380種 15,000点

### 展示
以下の10ゾーンと、ペンギン、トド、アシカ、カワウソのプールがある。
1. 宮島の干潟
2. 海のめぐみ（カキいかだの展示がある。）
3. 山から海へ（廿日市市の里山の生物を紹介している。）
4. いやしの海
5. 瀬戸内のくじら（「瀬戸内のくじら」とはスナメリのこと。）
6. 海の神秘（夜行性、発光性の生物を扱っている。）
7. いやしの海
8. 生きもののからだと暮らし
9. せとうち研究所（飼育員による解説コーナー。）
10. ふれあいの磯（別名「タッチプール」。）

## 沿革
1959年（昭和34年）、広島県立水産資源研究所が開設される。1967年（昭和42年）、広島県から宮島町に移管され宮島町立宮島水族館としてリニューアルオープン。2005年（平成17年）11月には、宮島町が廿日市市に編入合併されたことに伴い、宮島水族館に改称した。
2008年（平成20年）12月よりリニューアル工事で休園。2009年（平成21年）3月からPFI事業として五洋建設グループが再整備を行った。2011年（平成23年）8月1日にリニューアルオープンしたときから、一般公募により集まった1,360作品を選定委員会と市が審査した結果決定した愛称「みやじマリン」を使用し、現在に至る。

### 年表
- 1959年（昭和34年）5月
  - 前身となる広島県立水産資源研究所（県立水族館）が開設[5]。
- 1967年（昭和42年）4月
  - 広島県立水産資源研究所は県から宮島町に移管され、宮島町立宮島水族館としてリニューアルオープン[5]。
- 2005年（平成17年）11月
  - 宮島町が廿日市市に編入合併され、宮島水族館に改称[6]。
- 2011年（平成23年）
  - 8月1日、リニューアルオープン。
- 2013年（平成25年）
  - 3月末、出入口付近の屋外スロープに屋根を設置[7]。

## 主な展示生物
- スナメリ（来館者に愛嬌をふりまく姿が人気。）
- コツメカワウソ（給餌時に岩の上に直立したり、ガラス窓を登ったりする姿が人気）
- ゴマフアザラシ
- シロワニ
- クリオネ
- カリフォルニアアシカ
- オタリア
- トド
- ピラルク
- フンボルトペンギン
- ウィーディーシードラゴン
- チンアナゴ
- マダラトビエイ
- モモイロペリカン

以前、ラッコが人気であったが、繁殖のために鳥羽水族館へ引っ越した。代わりに来館したイロワケイルカは現在は死亡したためいない。

## 見られるショー
2013年5月以降、以下のショーが実施されている。
- アシカライブ
- 生きものおもしろ講座
- カワウソお食事タイム
- シューティングタイム（テッポウウオの餌やり）
- ジャブジャブタイム
- ペンギンお食事タイム
- ペンギンふれあいタイム
- ペンギンのお散歩

## 利用案内
2013年8月現在
- 開館時間：午前9時から午後5時（入館受付は午後4時まで）
- 休館日：12月26日から30日
- 入館料：大人1400円・小中学生700円・幼児400円・4歳未満無料（20名以上で団体割引（2割引）。学校利用や身障者の利用などでも割引あり。）

## アクセス
宮島桟橋（フェリーターミナル）から西へ徒歩25分。厳島神社出口からだと徒歩5分。